# WWE Brand Extension

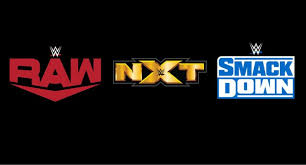
Logo's voor de drie televisiemerken van WWE; Raw, SmackDown en NXT in 2019.

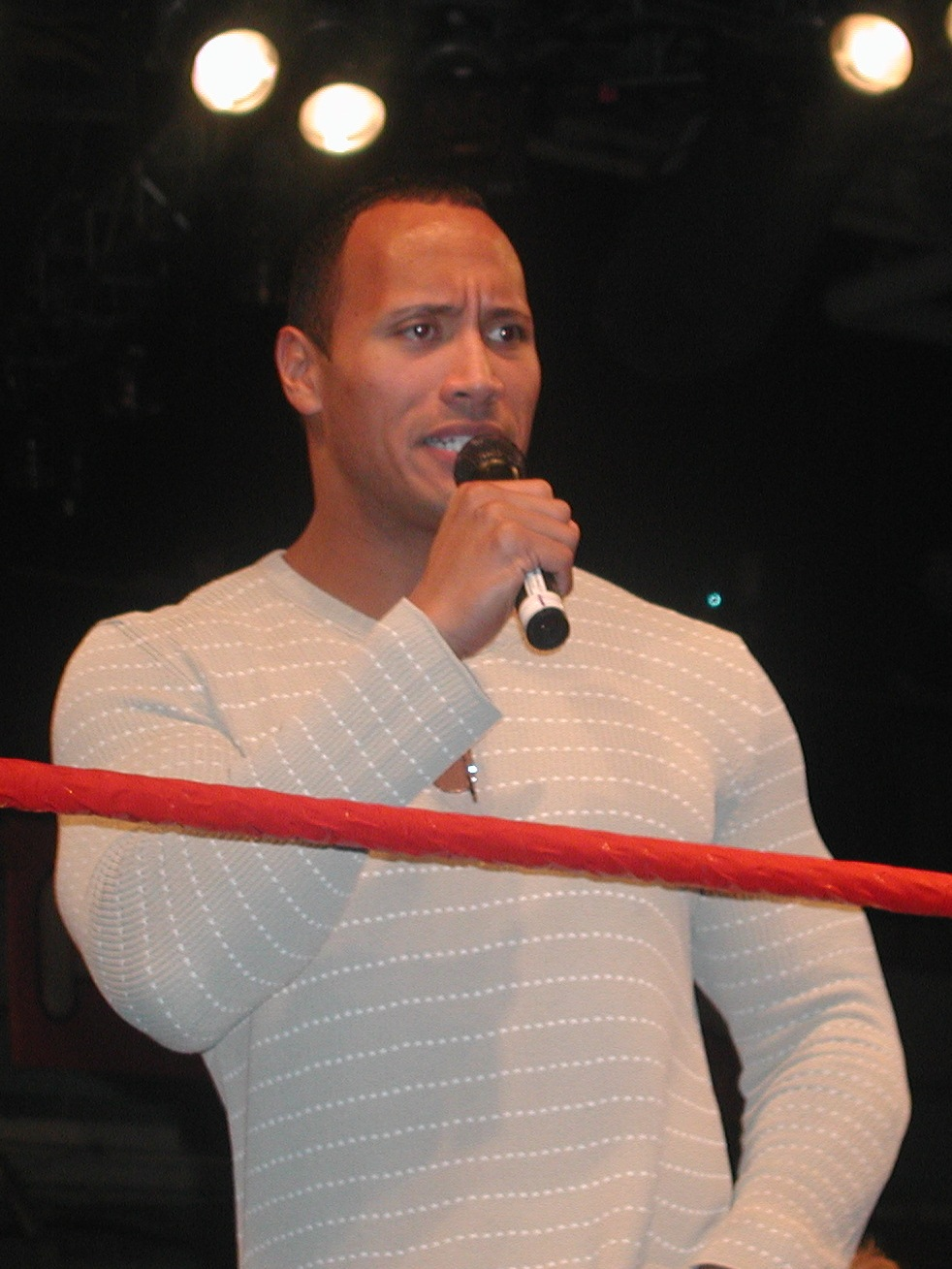
The Rock was de eerste die verkozen werd in de WWE Draft van 2002.

De WWE Brand Extension was een proces waarin worstelorganisatie World Wrestling Entertainment (WWE) meer onderscheid ging aanbrengen in zijn merken (brands). Vanaf 2002 werden de worstelaars verdeeld over de twee shows Raw en SmackDown!. Vanaf 2006 werd Extreme Championship Wrestling hieraan toegevoegd. Elk programma heeft zijn eigen worstelaars en verhaallijnen. Op 25 mei 2016 deelde WWE een video die vermeldde dat Smackdown live zou gaan op dinsdagavond (startend 19 juli 2016). Raw en Smackdown zouden zoals in 2002 weer aparte rosters en eigen storylines hebben. Op 20 juni 2016 postte WWE een artikel waarin vermeld stond dat deze draft zou doorgaan op dinsdag 19 juli 2016, de eerste live aflevering van Smackdown.

## Geschiedenis
In 2002 werd de WWE Brand Extension voor het eerst toegepast met Raw en SmackDown. De toenmalige World Wrestling Federation (WWF) hield een draft waarin de "eigenaars" van elk merk, Ric Flair van Raw en de WWF-voorzitter Vince McMahon van SmackDown!, worstelaars selecteerden voor hun merk tijdens een aflevering van Raw. Van niet-geselecteerde worstelaars werd later via de website van de WWF bekendgemaakt bij welke merken ze aan de slag konden gaan.
WWE breidde in 2006 haar franchise uit door het toevoegen van Extreme Championship Wrestling, geleid door Paul Heyman. Heyman mocht een superster van Raw en SmackDown selecteren, terwijl de rest van het rooster bestond uit de alumni van de originele 'Extreme Championship Wrestling-promotie. Extreme Championship Wrestling bestond tot 2010, toen WWE-voorzitter McMahon de beëindiging aankondigde.

### Raw en SmackDown

#### 2002 WWE Brand Extension Draft
De WWE Brand Extension Draft van 2002 vond plaats in de Penn State University in State College, Pennsylvania op 25 maart 2002. Het eerste deel van de draft vond plaats tijdens een twee uur durende live-aflevering van Raw. Het tweede deel van de draft werd via het internet op de website van WWF bekendgemaakt. Er waren dertig trekkingen voorzien waarbij 60 supersterren geselecteerd werden door de mede-eigenaars van het WWF, Ric Flair en Vince McMahon.
Tijdens de draft-aflevering selecteerden Flair en McMahon handmatig supersterren. De resterende supersterren werden willekeurig verdeeld in een supplemental draft. Op die manier hadden Raw en SmackDown elk dertig supersterren.
Tijdens de aflevering van Raw op 25 maart 2002 won Vince McMahon de toss om te bepalen wie de eerste selectie zou ontvangen.
| Pick nr. | Brand      | Pick # | Superster/Diva                         | Aantekeningen |
| -------- | ---------- | ------ | -------------------------------------- | --- |
| 1        | SmackDown! | 1      | The Rock                               | |
| 2        | Raw        | 1      | The Undertaker                         | |
| 3        | SmackDown! | 2      | Kurt Angle                             | |
| 4        | Raw        | 2      | n.W.o (Kevin Nash, Scott Hall & X-Pac) | Flair kon de n.W.o opstellen als groep. |
| 5        | SmackDown! | 3      | Chris Benoit                           | Benoit was niet aanwezig tijdens de loterij vanwege een nekblessure.                                                                                             |
| 6        | Raw        | 3      | Kane                                   | |
| 7        | SmackDown! | 4      | "Hollywood" Hulk Hogan                 | |
| 8        | Raw        | 4      | Rob Van Dam                            | Tijdens de draft was Van Dam de Intercontinental Champion en de titel werd zo exclusief op Raw.                                                                  |
| 9        | SmackDown! | 5      | Billy en Chuck                         | Tijdens de draft waren Billy en Chuck de Tag Team Champions en de titel werd zo exclusief op SmackDown!. Hun manager, Rico ging ook naar SmackDown.              |
| 10       | Raw        | 5      | Booker T                               | |
| 11       | SmackDown! | 6      | Edge                                   | |
| 12       | Raw        | 6      | The Big Show                           | |
| 13       | SmackDown! | 7      | Rikishi                                | |
| 14       | Raw        | 7      | Bubba Ray Dudley                       | |
| 15       | SmackDown! | 8      | D-Von Dudley                           | |
| 16       | Raw        | 8      | Brock Lesnar                           | Lesnar's manager, Paul Heyman, ging ook naar Raw. |
| 17       | SmackDown! | 9      | Mark Henry                             | |
| 18       | Raw        | 9      | William Regal                          | Regal was de European Champion en die titel werd exclusief op Raw.                                                                                               |
| 19       | SmackDown! | 10     | Maven                                  | Maven was de Hardcore Champion en die titel werd zo exclusief op SmackDown!. Hoewel Raven Maven versloeg voor de kampioenschap en de titel terugkeerde naar Raw. |
| 20       | Raw        | 10     | Lita                                   | Eerste Diva drafted. Enige Diva geselecteerd op televisie. |
| 21       | SmackDown! | 11     | Billy Kidman                           | |
| 22       | Raw        | 11     | Bradshaw                               | |
| 23       | SmackDown! | 12     | Tajiri                                 | Tajiri was de Cruiserweight Champion en die titel werd exlusief op SmackDown!.                                                                                   |
| 24       | Raw        | 12     | Steven Richards                        | |
| 25       | SmackDown! | 13     | Chris Jericho                          | |
| 26       | Raw        | 13     | Matt Hardy                             | |
| 27       | SmackDown! | 14     | Ivory                                  | |
| 28       | Raw        | 14     | Raven                                  | |
| 29       | SmackDown! | 15     | Albert                                 | |
| 30       | Raw        | 15     | Jeff Hardy                             | |
| 31       | SmackDown! | 16     | The Hurricane                          | |
| 32       | Raw        | 16     | Mr.Perfect                             | |
| 33       | SmackDown! | 17     | Al Snow                                | |
| 34       | Raw        | 17     | Spike Dudley                           | |
| 35       | SmackDown! | 18     | Lance Storm                            | |
| 36       | Raw        | 18     | D-Lo Brown                             | |
| 37       | SmackDown! | 19     | Diamond Dallas Page                    | |
| 38       | Raw        | 19     | Shawn Stasiak                          | |
| 39       | SmackDown! | 20     | Torrie Wilson                          | |
| 40       | Raw        | 20     | Terri                                  | |
| 41       | SmackDown! | 21     | Scotty 2 Hotty                         | |
| 42       | Raw        | 21     | Jacqueline                             | |
| 43       | SmackDown! | 22     | Stacy Keibler                          | |
| 44       | Raw        | 22     | Goldust                                | |
| 45       | SmackDown! | 23     | Christian                              | |
| 46       | Raw        | 23     | Trish Stratus                          | |
| 47       | SmackDown! | 24     | Test                                   | |
| 48       | Raw        | 24     | Justin Credible                        | |
| 49       | SmackDown! | 25     | Faarooq                                | |
| 50       | Raw        | 25     | Big Bossman                            | |
| 51       | SmackDown! | 26     | Tazz                                   | |
| 52       | Raw        | 26     | Tommy Dreamer                          | |
| 53       | SmackDown! | 27     | Hardcore Holly                         | |
| 54       | Raw        | 27     | Crash Holly                            | |
| 55       | SmackDown! | 28     | Val Venis                              | |
| 56       | Raw        | 28     | Mighty Molly                           | |
| 57       | SmackDown! | 29     | Perry Saturn                           | |

Aantekeningen:
- Picks #1-20 waren live op Raw op TNN
- Picks #21 -57 waren bekendgemaakt via WWE.com.

### ECW

#### Achtergrond
In 2003 nam World Wrestling Entertainment (WWE) alle activiteiten van Extreme Championship Wrestling (ECW) over. Kort daarna heeft de vennootschap twee ECW reünie shows voor ECW Alumni georganiseerd: ECW One Night Stand in 2005 en in 2006.
WWE kondigde op 26 mei 2006 de lancering van een nieuw merk, ECW, een herleving van de jaren 90 promotie. Het nieuwe merk debuteerde op Sci Fi Channel op 13 juni 2006.
WWE Voorzitter Vince McMahon kondigde aan dat op 16 februari 2010, de laatste ECW aflevering is. De ECW merk werd ontbonden na de laatste show. Sommige ECW worstelaar konden in aanmerking komen voor toetreden tot het Raw of SmackDown merken.

#### Supersterren selecties
De 2006 World Wrestling Entertainment (WWE) Brand Extension Draft vond plaats in de Tacoma Dome in Tacoma, Washington op 29 mei 2006, waar de ECW General Manager, Paul Heyman. Heyman selecteerde twee supersterren, een van SmackDown! en een van Raw voor de nieuw gecreëerde ECW brand.
| Pick nr. | Brand van  | Brand naar | Superster   | Aantekeningen |
| -------- | ---------- | ---------- | ----------- | ------------- |
| 1        | Raw        | ECW        | Rob Van Dam |               |
| 2        | SmackDown! | ECW        | Kurt Angle  |               |